# Astylella nimbensis
Astylella nimbensis är en kackerlacksart som beskrevs av Karlis Princis 1963. Astylella nimbensis ingår i släktet Astylella och familjen småkackerlackor.
Artens utbredningsområde är Guinea. Inga underarter finns listade.